# 尾西記念病院
尾西記念病院（びさいきねんびょういん）は、2009年（平成21年）4月1日に開院した社会医療法人杏嶺会の病院である。前身は一宮市（旧尾西市）が運営していた一宮市立尾西市民病院（旧尾西市立尾西市民病院）である。尾西市民病院の民官移譲を受けて発足した。

## 沿革
- 2009年（平成21年）4月1日 - 一宮市立尾西市民病院の移譲を受けた社会医療法人医療法人杏嶺会より、尾西記念病院が開設される[1]。
- 2023年（令和5年）6月30日 - 建物の老朽化により同じ医療法人杏嶺会の一宮西病院を増設、移転の上閉院[2]。

## 診療科
- 内科
- 消化器科
- 外科
- 整形外科
- 眼科
- 循環器内科
- 脳神経外科
- 呼吸器内科
- 皮膚科
- 泌尿器科
- 耳鼻咽喉科
- リハビリテーション科

## 交通機関
- 名鉄バス名鉄一宮駅より、“西中野”“蓮池”行きで、「西萩原」バス停下車、徒歩で約10分。
- 一宮市循環バスi-バス：尾西北・尾西南コース「尾西記念病院」バス停下車、徒歩ですぐ。